# Ferdinand von Zschinsky

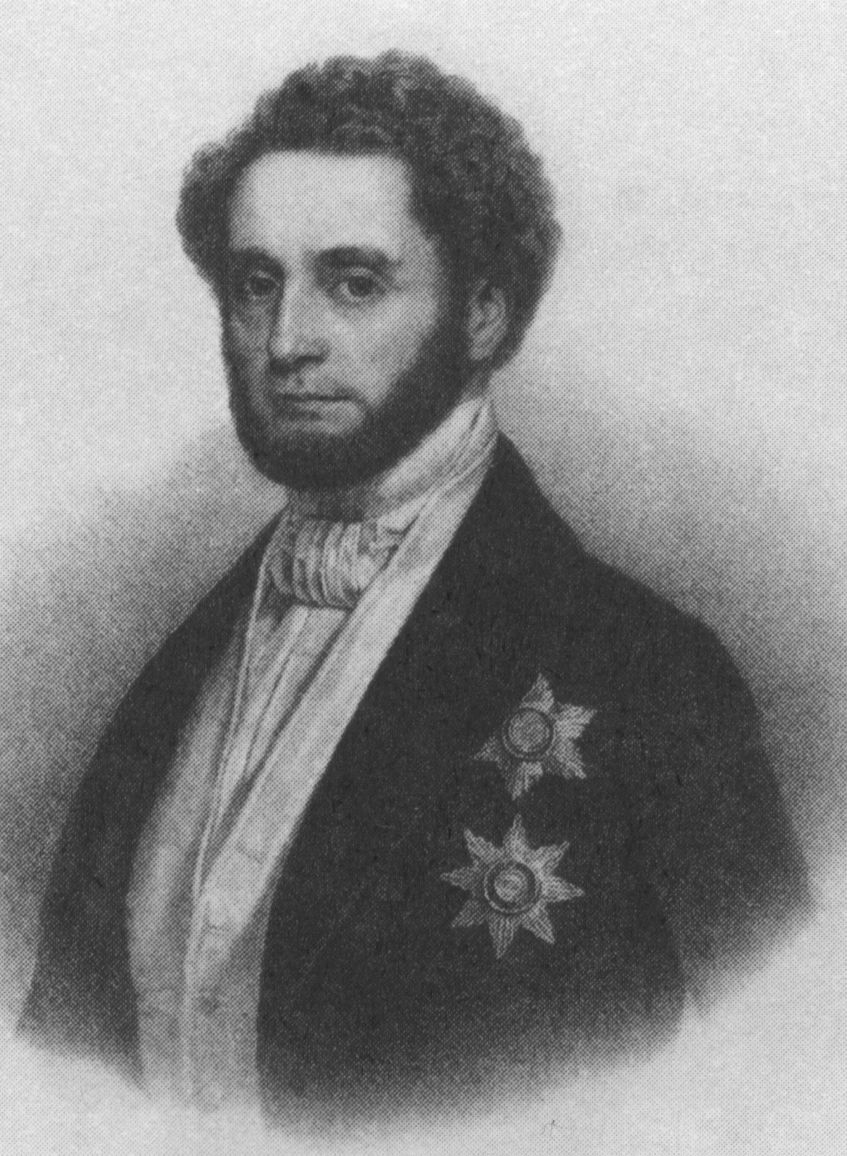
Ferdinand von Zschinsky (1797–1858)

Ferdinand von Zschinsky (* 22. Februar 1797 in Leubsdorf, Amt Augustusburg; † 28. Oktober 1858 in Dresden) war ein deutscher Jurist und Politiker. Er war 1848 Innenminister sowie von 1849 bis 1858 Justizminister und Vorsitzender des Gesamtministeriums (Regierungschef) im Königreich Sachsen.

## Leben und Wirken
Zschinsky wurde 1797 in Leubsdorf als Sohn des Maurers Carl Christoph Rümmler und seiner Ehefrau Johanna Christiane Friederike geb. Seifert geboren und erhielt zunächst den Namen Ferdinand Rümmler. Nachdem ihn der Förster Ferdinand August Zschinsky, der bis 1818 die Oberförsterstelle in Borstendorf innehatte, adoptiert hatte, nahm er dessen Familiennamen an. Nach dem Besuch einer Privatschule trat er 1812 in das Freiberger Albertinum-Gymnasium ein und trat 1815 ein Studium der Rechtswissenschaften an der Universität Leipzig an. Nachdem er dieses 1818 abgeschlossen hatte, wurde er für eine Leipziger Anwaltskanzlei tätig.
1823 promovierte er zum Thema De cambiis multiplicatis quae Germanice dicuntur Prima, Secunda, Tertia, Quarta Wechsel und trat dann als Advokat in das Patrimonialgericht ein. Wenig später wurde er als Assessor an die Juristenfakultät berufen und 1830 zum Hof- und Justizrat ernannt. Als solcher war er zunächst für die Landesregierung in Dresden, dann bei dem Landesjustizkollegium und ab 1835 am Appellationsgericht Dresden, dessen Vizepräsident er 1845 wurde, tätig.
Im März 1848 stand er zwei Wochen lang an der Spitze des sächsischen Innenministeriums. Nachdem die sächsische Regierung unter Gustav Friedrich Held im April 1849 zurückgetreten war, wurde er vom sächsischen König Friedrich August II. am 2. Mai 1849 zum Justizminister und gleichzeitig zum Vorsitzenden des Gesamtministeriums ernannt. Während des Dresdner Maiaufstands flüchtete er gemeinsam mit dem König und dem Minister Friedrich Ferdinand von Beust aus Dresden. Mehrere Proklamationen aus diesen turbulenten Tagen sind überliefert.
Unter seiner Führung wurde 1850 das liberale Wahlrecht vom 15. November 1848 ausgesetzt und das der Verfassung von 1831 restituiert. Eine Phase der Reaktion nach der Revolution von 1848/49 folgte. Wesentlicher Aspekt seiner Regierungszeit war die Neuordnung des Justizwesens in Sachsen. So wurde die Lehnsgerichtsbarkeit der Grundherren abgeschafft und die Gewaltenteilung zwischen Staat und Gerichtswesen eingeführt. Zur Herstellung seiner Gesundheit unternahm er 1858 eine längere Reise nach Südfrankreich und Italien, erlag aber kurz nach seiner Rückkehr nach Dresden einem Lungenleiden. Sein bisheriger Außenminister Beust übernahm das Amt des Vorsitzenden des Gesamtministeriums. Zschinskys Grab befindet sich auf dem Inneren Neustädter Friedhof.

## Familie
Zschinsky vermählte sich in erster Ehe 1831 mit Maria Agnes Semmler aus Nischwitz bei Wurzen († 28. September 1835 in Dresden), Tochter des Johann Friedrich Semmler und der Christiane Amalie Selma Richter. Eine zweite Ehe ging Zschinsky mit Bertha Bernhardt († 2. Januar 1870) ein. Aus der ersten Ehe ging der Sohn Adolph von Zschinsky (* 22. September 1835 in Dresden; † 12. März 1894 Dresden), Notar in Dresden, hervor, welcher am 5. Februar 1865 in Paris Baronesse Leonilla von der Osten-Sacken (* 16. Juni 1849 in Boryslaw; † 21. August 1921 in Kiew), Tochter des russischen Generalmajor Baron Stanislaus von der Osten gen. Sacken († 1863) und der Fürstin Praskowia Chikow, heiratete.

## Ehrungen
Zschinsky wurde am 3. Mai 1856 in den erblichen Adelstand erhoben. Die Stadt Dresden ehrte ihn am 30. Mai 1857 mit der Ernennung zum Ehrenbürger.

## Schriften
- De cambiis multiplicatis quae Germanice dicuntur Prima, Secunda, Tertia, Quarta Wechsel. Leipzig 1823.
- mit Friedrich August II., Friedrich Ferdinand von Beust: An das sächsische Volk – Proclamation beim Verlassen Dresdens, d. d. 4. Mai 1849. Protest gegen die provisorische Regierung d. d. 5. Mai 1849.
- mit Friedrich August II.: An das sächsische Volk – Proclamation … Festung Königstein, den 9. Mai 1849.